# Nehren, Cochem-Zell
Nehren là một đô thị thuộc huyện Cochem-Zell, bang Rheinland-Pfalz, Đức. Đô thị này có diện tích 0,76 ki-lô-mét vuông.